# Josip Frank
Josip Frank (ur. 16 kwietnia 1844 w Osijeku, zm. 17 grudnia 1911 w Zagrzebiu) – chorwacki polityk, publicysta i prawnik.

## Życiorys
W 1868 roku uzyskał stopień doktora nauk prawnych na Uniwersytecie Wiedeńskim. Cztery lata później otworzył kancelarię adwokacją w Zagrzebiu oraz rozpoczął działalność polityczną.
Publikował w czasopismach Agramer Presse i Kroatische Post. W swych publikacjach zarzucał rządowi bana Ivana Mažuranicia uległość wobec wpływów węgierskich i serbskich. W 1879 roku opublikował dwa artykuły: Béla Lukács und Die Quote Kroatiens i Die Quote Kroatiens, w których zwrócił uwagę na problem finansowego i gospodarczego uzależnienia Chorwacji, które wynikało z warunków ugody węgiersko-chorwackiej.
W latach 1880–1894 był radnym Zagrzebia, a w latach 1884–1911 sprawował mandat posła do chorwackiego parlamentu. W 1890 roku wstąpił do Partii Prawa. Propagował ideę unormowania tzw. „kwestii chorwackiej” w ramach Austro-Węgier. W wyniku konfliktu z Franem Folnegoviciem i wynikłego z niego partyjnego rozłamu Frank współtworzył nową partię o nazwie Čista stranka prava. Po 1896 roku był jej liderem. Wspierał rządy bana Pavla Raucha i działał na rzecz rozbicia Koalicji Chorwacko-Serbskiej. Po 1909 roku stracił wpływy w partii.